# 9 - числото на кобрата
„Девет, цифра на кобрата“ е български 3-сериен телевизионен игрален филм (криминален) от 1989 година на режисьора Христо Христов.
Филмът е създаден по романа на Светослав Славчев „Девет, числото на кобрата“ и е излъчен за първи път в рубриката "Студио Х" на Българската телевизия през 1989 г..

## Серии
- 1. серия – 60 минути
- 2. серия – 68 минути
- 3. серия – 67 минути.[1]

## Сюжет
Български инженер изчезва безследно от голям строителен обект в Северна Африка. От София е изпратен следователят полк. Дебърски, който да разследва на място случая.

## Актьорски състав
| Роля                                                         | Изпълнител       |
| ------------------------------------------------------------ | ---------------- |
| следователят д-р Дебърски                                    | Николай Бинев    |
| д-р Емил Витанов                                             | Михаил Мутафов   |
| Мария Крамер, служителка на „Атланта“ и любовница на Витанов | Ева Шикулска     |
| Ройдер Стекс, служител на „Атланта“                          | Хенрик Талар     |
| собственичката на пансиона                                   | Домна Ганева     |
| Терез                                                        | Евелина Борисова |
| Самир, бивш колега на Витанов                                | Мохамед Хамани   |
|                                                              | Росен Елезов     |
|                                                              | Юлий Абаджиев    |
| Янко                                                         | Любомир Бъчваров |